# Populus nigra var. italica
Populus nigra subsp. italica é uma variedade de planta com flor pertencente à família Salicaceae. 
A autoridade científica da variedade é Münchh., tendo sido publicada em Der Hausvater 5(1): 230. 1770.

## Portugal
Trata-se de uma variedade presente no território português, nomeadamente em Portugal Continental.
Em termos de naturalidade é introduzida na região atrás indicada.

## Protecção
Não se encontra protegida por legislação portuguesa ou da Comunidade Europeia.